# Ciamis (regentschap)
Ciamis is een regentschap in de provincie West-Java op het eiland Java. Ciamis telde in 2010 1.528.306 inwoners op een oppervlakte van 2557 km².
Tot 2012 bestond het regentschap Ciamis uit 36 onderdistricten. Per 25 oktober 2012 zijn de zuidelijke tien onderdistricten afgesplitst. Deze hebben het nieuwe regentschap Pangandaran gevormd. Ciamis bestaat nu dus nog uit 26 onderdistricten.
Stadsgemeenten: Bandung · Banjar · Bekasi · Bogor · Cimahi · Cirebon · Depok · Sukabumi · Tasikmalaya

Regentschappen: Bandung · Bekasi · Bogor · Ciamis · Cianjur · Cirebon · Garut · Indramayu · Karawang · Kuningan · Majalengka · Pangandaran · Purwakarta · Subang · Sukabumi · Sumedang · Tasikmalaya · West-Bandung